# Ídolo de Kernosivka
El ídolo de Kernosivka o ídolo Kernosivsky (en ucraniano: Керносівський ідол) es una estela kurgán que data de mediados del tercer milenio antes de Cristo. Fue descubierto en 1973 en el pueblo de Kernosivka, en el óblast de Dnipropetrovsk, Ucrania. Se conserva en la colección del Museo Histórico Nacional Dmitro Yavornitsky de Dnipro.

## Descubrimiento
Esta estela única fue encontrada en 1973 en Kernosivka, distrito de Novomoskovsk, por trabajadores que estaban cavando una zanja para la construcción de un silo. Su importancia no fue reconocida y fue apartado para su eliminación, pero los niños de la escuela lo encontraron e informaron al Museo Histórico Nacional Dmitro Yavornitsky de Dnipro. Recibe su nombre del lugar donde fue descubierto por la arqueóloga del museo, Lyudmila Krilova.
Después de su incorporación y documentación, la escultura fue exhibida en el Museo Histórico Nacional de Dnipro. El interés público local no fue grande y el objeto fue prestado para su exhibición temporal al Museo Pushkin, donde fue extremadamente popular. Desde Moscú, su préstamo se trasladó al Museo del Hermitage de San Petersburgo, donde estuvo expuesto durante tres meses. Como resultado de su popularidad y del contexto más amplio de las colecciones prehistóricas del Hermitage, se solicitó que la ubicación permanente del ídolo fuera el Hermitage. Gracias a la labor de la directora del Museo Histórico Nacional de Dnipro, Horpina Vatchenko, se denegó el cambio de las condiciones del préstamo y el objeto regresó a su región de origen. Este regreso también fue apoyado por el hermano de Vatchenko, Oleksy Vatchenko, que fue presidente del Presídium del Soviet Supremo de la República Socialista Soviética de Ucrania.

## Descripción
La escultura de piedra arenisca mide 120 cm de alto, 36 cm de ancho y 24 cm de profundidad. Se trata de una escultura antropomórfica: en la parte superior se muestra una figura masculina de rostro alargado, ojos hundidos y bigote. La figura está desnuda; la única ropa que lleva es un cinturón y zapatos. Los genitales de la figura son prominentes. El segmento inferior del bloque se estrecha y queda enterrado en el suelo. En el lado derecho de la figura se observan daños causados por la excavación inicial con excavadora.
Los cuatro lados de la figura están cubiertos con numerosos dibujos, esculpidos en bajo relieve. Una interpretación de la obra de arte en la parte posterior de la figura es que representa un árbol de la vida. Círculos y cuadrados regulares sobre las costillas, simbolizan el sol y la luna. Estas imágenes dan testimonio del propósito ritual y sagrado de la estela. Otras ilustraciones incluyen: armas: un arco y una flecha y una maza; herramientas: hachas, una azada, un crisol; animales: un toro, dos caballos y tortugas; en un lado, un hombre y una mujer están copulando; también hay diseños geométricos.

## Datación y análisis
Después de mucha controversia, el objeto fue datado a mediados del tercer milenio a. C. y está asociado con la cultura yamna tardía.
Según la hipótesis más común, representa a la deidad suprema del panteón indoeuropeo. Esta conexión fue propuesta por primera vez por el arqueólogo ucraniano Valentín Danilenko, que también propuso una conexión entre el ídolo y las historias del Rigveda.
Una interpretación de las ilustraciones en el cuerpo de la figura es que podrían mostrar tatuajes.

## Galería

Ilustraciones en el frente de la estela
Ilustraciones en el reverso de la estela
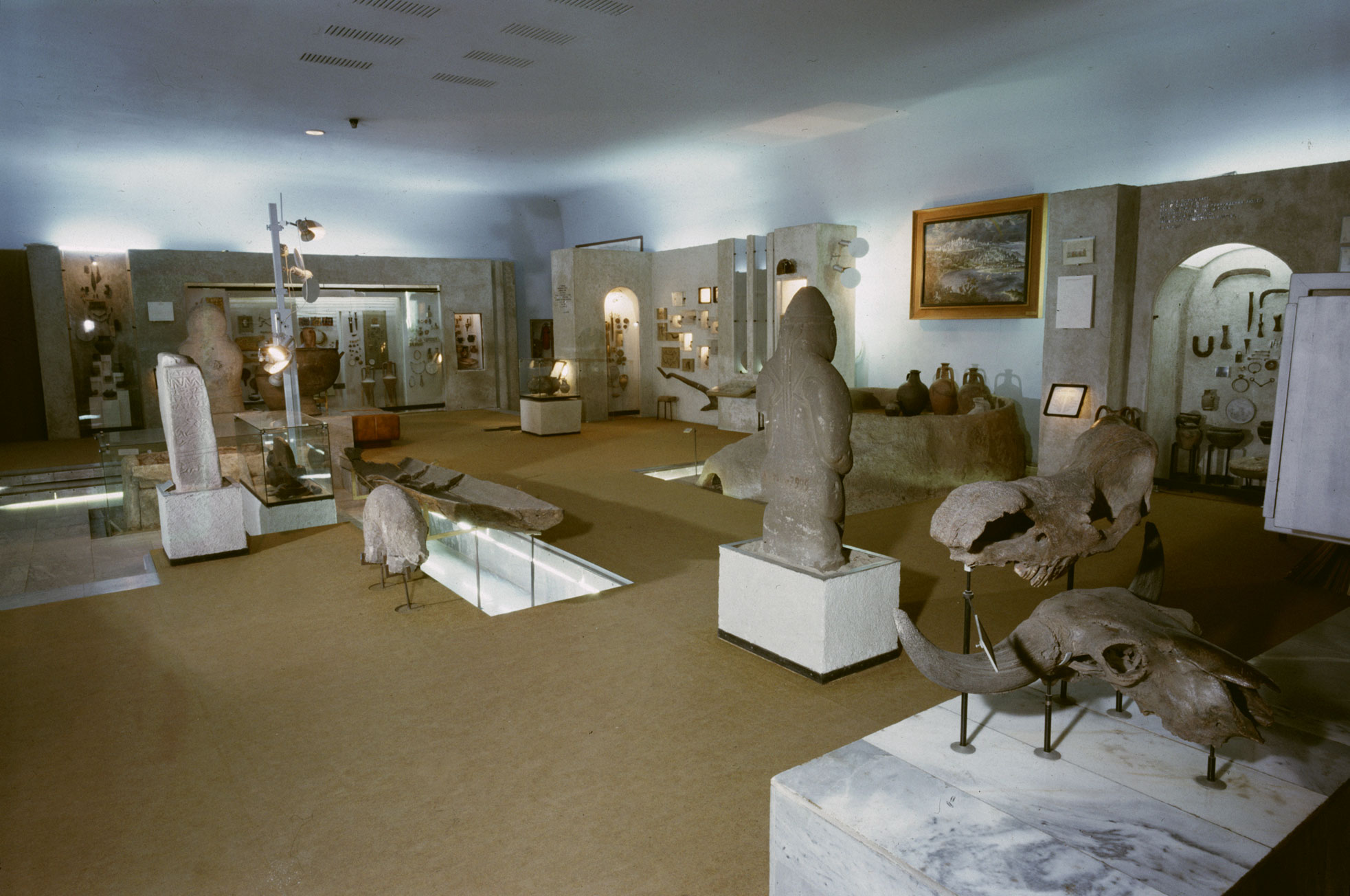
Sala 1 del Museo Histórico Nacional Dmytro Yavornytsky de Dnipro, el ídolo está a la izquierda de la imagen.